# Prințesa Irene, Ducesă de Aosta
Prințesa Irene a Greciei și Danemarcei (greacă Πριγκίπισσα Ειρήνη της Ελλάδας και Δανίας; 13 februarie 1904 – 15 aprilie 1974) a fost al cincilea copil și a doua fiică a regelui Constantin I al Greciei și a soției sale,  Sofia a Prusiei.

## Primii ani
Bunicii paterni au fost George I al Greciei și Olga Constantinova a Rusiei. Bunicii paterni au fost Frederic al III-lea al Germaniei și Prințesa Victoria a Regatului Unit (care era fiica cea mare a Prințului Albert de Saxa-Coburg și Gotha și a reginei Victoria a Regatului Unit).
Irene s-a născut la Atena. Nașterea ei a fost precedată de trei frați mai mari: George (1890), Alexandru (1893) și Paul (1901) și o soră, Elena (1896). O altă soră, Ecaterina, s-a născut în 1913.
În 1927, fratele Irenei, George, a anunțat logodna ei cu Prințul Christian de Schaumburg-Lippe, un nepot al regelui Christian al X-lea al Danemarcei. Totuși, planul nu s-a finalizat și mai târziu el s-a căsătorit cu verișoara sa, Prințesa Feodora a Danemarcei.

## Căsătorie
La 1 iulie 1939, Prințesa Irene s-a căsătorit cu Prințul Aimone, Duce de Aosta. Au avut un copil:
- Prințul Amadeo Umberto Constantino Giorgio Paolo Elena Maria Fiorenzo Zvonimir de Savoia,născut la 27 septembrir 1943.